# Diaphus gigas
Diaphus gigas är en fiskart som beskrevs av Gilbert, 1913. Diaphus gigas ingår i släktet Diaphus och familjen prickfiskar. Inga underarter finns listade i Catalogue of Life.